# Verband der Automobilindustrie
Le Verband der Automobilindustrie (VDA, littéralement Union de l'industrie automobile) est un organisme chargé de définir les standards utilisés dans l'industrie automobile dans la zone d'influence allemande. Il a son siège à Berlin et réunit l'ensemble des constructeurs et leurs principaux fournisseurs.
Il a été créé en 1901 sous le nom de Verein Deutscher Motorfahrzeug-Industrieller.
Si le grand public connaît le VDA comme l'initiateur du Salon de l'automobile de Francfort (Internationale Automobilausstellung ou IAA) qui a lieu tous les deux ans, ses objectifs sont cependant de représenter les intérêts de ses membres et de permettre un échange d'idées au sein de ceux-ci. Cette organisation établit un grand nombre de standards utilisés par ses membres, notamment sur les domaines de la logistique, de la qualité ou de l'échange de données informatisées EDI.
Au niveau européen, VDA est membre de l'organisme Odette[Quoi ?] et de l'association européenne des équipementiers automobiles, le CLEPA.